# Marcé-sur-Esves
 Marcé-sur-Esves  es una comuna y población de Francia, en la región de Centro, departamento de Indre y Loira, en el distrito de Loches y cantón de Descartes. Está integrada en la Communauté de communes du Grand Ligueillois.

## Demografía
| 301 | 291 | 278 | 254 | 234 | 227 |
| Para los censos de 1962 a 1999 la población legal corresponde a la población sin duplicidades (Fuente: INSEE [Consultar]) |     |     |     |     |     |